# Парень из пузыря
«Парень из пузыря» (англ. Bubble Boy) — комедия, снятая режиссёром Блэром Хэйсом в 2001 году.

## Сюжет
Джимми Ливингстон родился без иммунитета. Чтобы спасти малышу жизнь, доктора поместили его в пластиковый пузырь отгораживающий от окружающего мира, в котором ему и пришлось жить. Когда мальчику исполнилось четыре года, его чрезмерно заботливая мама забрала Джимми домой. Джимми не ходил в школу и получил домашнее образование. Парня постоянно дразнили соседские дети, но он терпел всё это. Когда Джимми исполнилось 16 лет, в соседний дом заселилась молодая и симпатичная Хлоя. Естественно, Джимми не мог с ней познакомиться и только наблюдал за девушкой в окно. Вскоре он влюбился в Хлою (чего не одобрила его мама).
Через четыре года Хлоя всё-таки познакомилась с парнем, узнав, что рядом с ней живёт «урод в пузыре», как друзья Хлои называли Джимми. Они быстро подружились. Однажды, придя в гости к Джимми, Хлоя призналась ему, что выходит замуж. Женихом оказался крутой парень Марк, против которого у Джимми совсем не было шансов. Бедняга поссорился с подругой, после чего она, обиженная, уехала на Ниагару — туда, где через три дня должна пройти свадьба. Хлоя оставила послание для Джимми, которое он расценил как признание в любви. Джимми решил отправиться за Хлоей и сорвать её свадьбу, хотя до этого ни разу не покидал своего дома. Для этого он соорудил мобильный пузырь и ранним утром отправился в дорогу.
Джимми направился к автобусной остановке. Кассир отказался продать ему билет, так как у парня не хватало денег. Через некоторое время рядом остановился автобус. Из него выбежало несколько одинаково одетых парней и девушек, которые, улыбаясь, взяли Джимми с собой. Ребята оказались членами ансамбля «Яркие и Блестящие». Все парни из этой группы имели имя Тодд, а все девушки — Лорейн. Это немного удивило Джимми, но он всё-таки завязал с музыкантами разговор. Оказалось, что ребята — сектанты. Стоило Джимми это озвучить, как «Яркие и Блестящие» выбросили его из автобуса и поехали дальше… Но потом оказалось, что предводитель секты назвал парня в пузыре избранником, который приведёт их к вечному счастью. Джимми подвозит байкер до Лас-Вегаса, потом он, когда его сбивает на автомобиле преследующая мать, попадает в поезд, где в цирковом вагоне едет шоу фриков. Затем его подвозит индус на автобусе с мороженым с карри. При всём при этом в фильме разворачивается война байкеров и ансамбля «Яркие и Блестящие».
В конечном итоге всё заканчивается хорошо: Джимми успевает в церковь, до того как Хлою и Марка объявляют мужем и женой. Джимми вскрывает пузырь и целует любимую. Хлоя, растроганная преданностью Джимми, всё-таки делает свой выбор в его пользу. В концовке, становится известно, что Джимми напрасно избегал «внешнего мира». Всё это время его заботливая мама скрывала от него, что его иммунитет восстановился в 4 года, на что она, впоследствии, ответила: «Я так не хотела, чтобы ты жил в мире, где так много грязи и других ужасных вещей!»

## В ролях
- Джейк Джилленхол — Джимми Ливингстон
- Свуси Кёрц — миссис Ливингстон
- Марли Шелтон — Хлоя
- Дэнни Трехо — Слим
- Джон Кэрролл Линч — Мортон Ливингстон
- Верн Тройер —  доктор Фрик
- Дейв Шеридан — Марк
- Брайан Джордж — Пушпоп
- Патрик Креншо — Паппи и Пиппи
- Стивен Спинелла — Человек-Цыпленок
- Мэттью Макгрори — Кларк
- Эвер Кэррадайн — 	Лиза
- Зак Галифианакис — 	кассир на автостанции